# 托克托县
托克托县為內蒙古自治區呼和浩特市下所轄一個縣，總面積為1417平方公里，縣人民政府駐東勝大街42號。

## 沿革
托克托名字是由明末时漠南蒙古俺答汗义子“妥妥”而來，從明朝以來就以農產為主。清末时在归化城土默特设托克托厅，民国初年北洋政府改为托克托县。

## 行政区划
托克托县下辖5个镇：
双河镇、新营子镇、五申镇、伍什家镇、古城镇和托县工业园区。

## 人口民族
根據第七次人口普查數據，2020年11月1日零時，托克托縣常住人口為166192人。
托克托县境内的汉语方言主要属于晋语大包片。

## 产业特产
主要農產品有枸杞，小茴，葡萄，紅辣椒，鯉魚等。另外也以避暑勝地為盛名。
特产有“托县辣椒”。